# Hypsolebias faouri
Hypsolebias faouri é uma espécie de peixe de água doce. Esta espécie é encontrada nas bacias do rio São Francisco e no norte do Brasil no rio Amazonas.

## Descrição
O grupo de espécies Hypsolebias antenori compreende um clado monofilético de peixes anuais que ocorrem na região semiárida do Nordeste do Brasil. A maioria das espécies desse grupo é encontrada na bacia do Rio São Francisco, mas há três espécies que habitam pequenas bacias costeiras.
A espécie nova de "Hypsolebias faouri" é descrita de uma poça temporária localizada próximo ao Rio Preto, afluente do Rio São Francisco, e a espécie nova de Hypsolebias martinsi, é descrita de uma poça anual próxima ao Rio Icaraizinho, uma drenagem costeira. Dados moleculares corroboram o monofiletismo de "Hypsolebias" e de ambas as novas espécies.

## Reprodução
A produção de novos indivíduos que contêm alguma porção de material genético herdado de um ou mais organismos parentais. A espécie tem a capacidade de criar um novo organismo combinando o material genético de dois gametas, que podem vir de dois organismos progenitores ou de um único organismo, no caso de hermafroditas autofecundantes.